# 英国王立美術家協会
英国王立美術家協会（えいこくおうりつびじゅつかきょうかい、英: The Royal Society of British Artists、略: RBA）は、王立芸術院の代わりとなる「英国美術家協会」として1823年に設立されたイギリスの芸術団体である。

## 歴史
英国王立美術家協会が設立された当初の会員数は27名であったが、1876年には50名にまで到達した。辞職を希望する芸術家は3ヶ月前の通知が必要となり、その場合には罰金100ポンドを支払わねばならなかった。英国王立美術家協会による初めての展覧会は1824年に2度開催され、その後は年に1〜2度のペースで展覧会が開かれた。
現在の英国王立美術家協会には115名の選出会員がおり、ロンドンのマル・ギャラリーで毎年開かれている展覧会に参加している。かつて協会にあったギャラリーはサフォーク街に住む建築家のジョン・ナッシュが設計した建物である。1887年、ヴィクトリア女王は協会に対して勅許状を与えた。
英国王立美術家協会はトラファルガー広場に隣接するマル・ギャラリーを管理する英国芸術家連盟を構成する9つの協会のひとつである。
1823年から1985年までの英国王立美術家協会の記録文書はヴィクトリア・アンド・アルバート博物館に所蔵されている。

## 著名会員
- ジョン・ノーブル・バーロウ
- ワイク・ベイリス（英語版）
- エドムント・ブランビード（英語版）
- ヘンリー・ジョン・ボディントン
- エステラ・カンツィアーニ
- デビッド・カルパニーニ（英語版）
- アルバート・ヘンリー・コリングス（英語版）
- ウィンフォード・デューハースト（英語版）
- バーナード・ウォルター・エヴァンス（英語版）
- フランシス・キャロライン・フェアマン
- エドワード・アーサー・フェロウズ・プリン（英語版）[6]
- ラルフ・ヘドリー
- ウィリアム・ヘムズリー
- ジェイムズ・ジョン・ヒル
- エスター・バーロウ・ジョンソン（英語版）（1866年 - 1949年）[7]
- ルーシー・ケンプ＝ウェルチ（英語版）
- ヘイリー・レヴァー（英語版）
- ローレンス・スティーヴン・ロウリー（英語版）
- アーサー・ハードウィック・マーシュ（英語版）
- グスタフ・ポープ（英語版）
- シリル・パワー（英語版）
- ルイス・チャールズ・ポールス（英語版）
- スタンリー・ロイル（英語版）
- エドワード・シーゴー（英語版）
- フランク・サウスゲート（英語版）（1872年 - 1916年）[8]
- バーバラ・テイト
- ジェームズ・マクニール・ホイッスラー
- 岡本礼子
- クリストファー・ウィリアムズ（英語版）

## 歴代会長
- 1824年：トーマス・ヒーフィー（英語版）
- 1825年：トーマス・クリストファー・ホフランド（英語版）
- 1826年：ジョン・グローヴァー
- 1827年：ジョン・ウィルソン（英語版）
- 1828年：ヘンリー・ホップナー・メイヤー（英語版）
- 1829年：クラークソン・スタンフィールド
- 1830年：ジェームズ・ホームズ
- 1831年：デヴィッド・ロバーツ
- 1832年：リチャード・バレット・デイヴィス（英語版）
- 1833年：ジョージ・スティーヴンス
- 1834年：エリアス・チャイルド
- 1835年：エドワード・プレンティス（英語版）
- 1836年：フレデリック・イェーツ・ハールストーン（英語版）
- 1837年：ウィリアム・リントン（英語版）
- 1838年：ジョセフ・ウィリアム・アレン（英語版）
- 1839年：ジョージ・マドックス（英語版）
- 1840年：エウジェニオ・ラティーリャ（英語版）
- 1841年：フレデリック・イェーツ・ハールストーン
- 1870年：アルフレッド・クリント（英語版）
- 1881年：ジョン・バー（英語版）
- 1886年：ジェームズ・マクニール・ホイッスラー
- 1888年：サー・ワイク・ベイリー
- 1906年：サー・アルフレッド・イースト
- 1913年：サー・フランク・ブラングィン
- 1919年：ソロモン・ジョセフ・ソロモン
- 1928年：ウォルター・リチャード・シッカート
- 1930年：フィリップ・ド・ラースロー
- 1931年：バートラム・ニコルス
- 1947年：ジョン・コプリー（英語版）
- 1950年：へスケス・ハバード
- 1956年：エドワード・ハリデイ（英語版）
- 1974年：ピーター・グリーナム
- 1982年：ピーター・ガラード
- 1987年：トム・コーツ
- 1993年：コリン・ヘイズ（英語版）
- 1998年：ロミオ・ディ・ジローラモ（騎士）
- 2009年：ジェームズ・ホートン[9]
- 2017年：ニック・ディダム[10]
- 2019年：ミック・デイヴィス[10]